# Флореаль

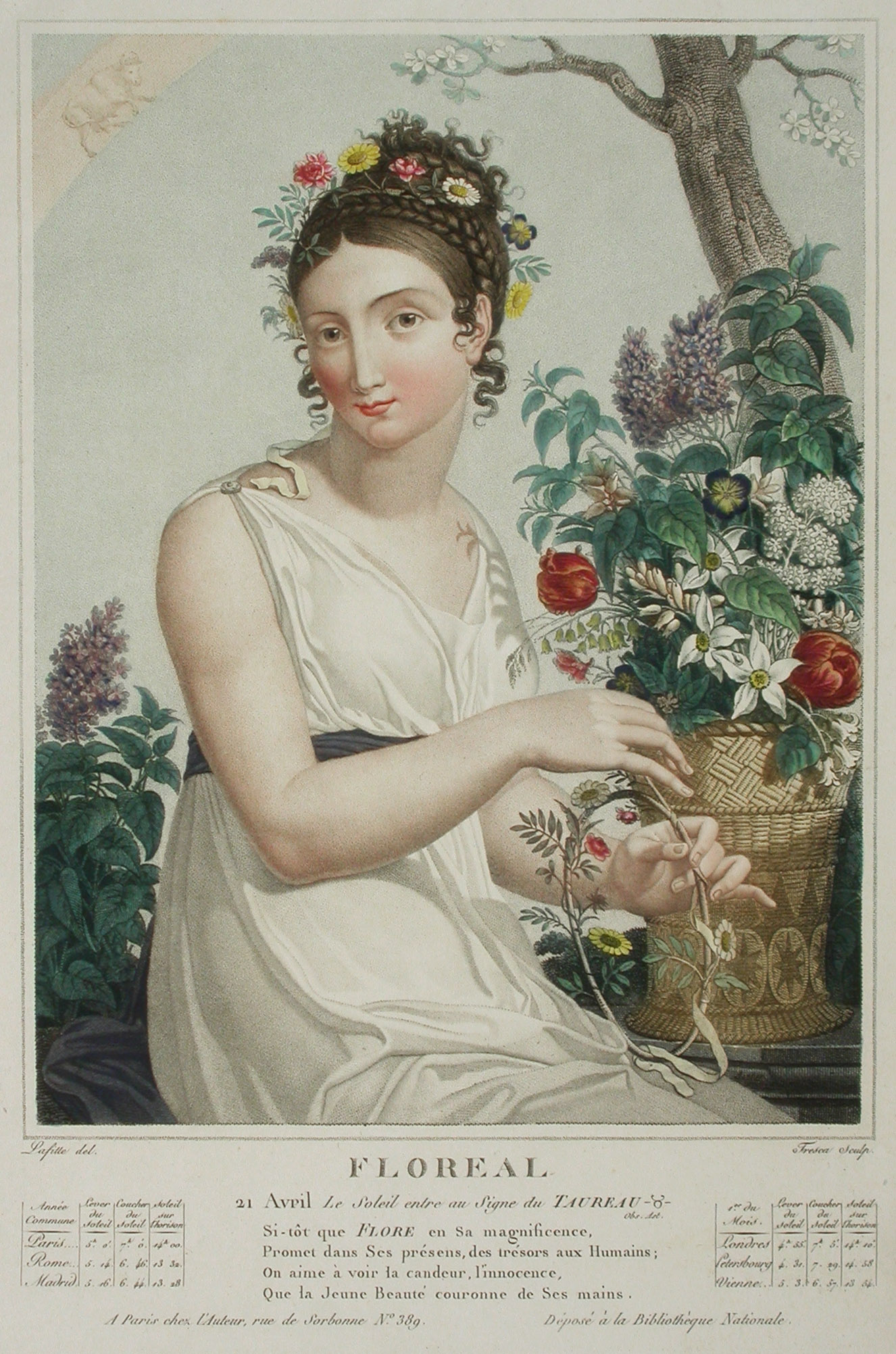
Неизвестный художник. Аллегория, изображающая месяц флореаль

Флореаль (фр. floréal, от лат. floreus — изобилующий цветами) — 8-й месяц (20/21 апреля — 19/20 мая) французского республиканского календаря, действовавшего с октября 1793 по 1 января 1806 года.
Как и все месяцы французского революционного календаря, флореаль содержит тридцать дней и делится на три декады. Вместо традиционных в католицизме святых, каждому дню приписано название сельскохозяйственного растения. Исключением являются пятый (Quintidi) и десятый (Decadi) дни каждой декады. Первому из них приписано название животного, а последнему — название сельскохозяйственного орудия.
| 1. Rose (роза) 2. Chêne (дуб) 3. Fougère (папоротник) 4. Aubépine (боярышник) 5. Rossignol (соловей) 6. Ancolie (водосбор) 7. Muguet (ландыш) 8. Champignon (гриб, шампиньон) 9. Hyacinthe (гиацинт) 10. Râteau (грабли) | 11. Rhubarbe (ревень) 12. Sainfoin (эспарцет) 13. Bâton-d’or (желтушник) 14. Chamérops (хамеропс) 15. Ver à soie (шелковичный червь) 16. Consoude (окопник) 17. Pimprenelle (кровохлёбка) 18. Corbeille d’or (алиссум желтый) 19. Arroche (лебеда) 20. Sarcloir (мотыга) | 21. Statice (кермек) 22. Fritillaire (рябчик) 23. Bourrache (огуречник) 24. Valériane (валериана) 25. Carpe (карп) 26. Fusain (бересклет) 27. Civette (лук скорода) 28. Buglosse (анхуза) 29. Sénevé (горчица белая) 30. Houlette (пастуший посох) |